# Півень Андрій Васильович
Півень Андрій Васильович (нар. 27 лютого 1977 року) — громадський діяч, підприємець та меценат, засновник Благодійного фонду Андрія Півня.

## Дитинство
Народився 27 лютого 1977 року в смт Драбове-Барятинське в Черкаській області. Батько Василь Васильович Півень (1936—2001) на той час працював водієм, мати Півень (Грушецька) Лідія Романівна (1938—2009) — вчителем біології в місцевій школі.
У школі Андрій Півень займався дзюдо, багато допомагав батькові. У 1992 році закінчив Драбово-Престанційну загальноосвітню школу та вступив до Київського військового ліцею, по закінченню якого здобув середню освіту.

## Освіта
З 1992 року по 1994 рік навчався у Київському військовому ліцеї імені Івана Богуна. У 1994 році вступив до Інституту сухопутних військ України в м. Києві, після чого у 1996 році був переведений до Академії прикордонних військ України ім. Богдана Хмельницького. У 1998 році закінчив повний курс за освітньо-професійною програмою, отримавши військове звання лейтенанта та кваліфікацію бакалавра інженерної механіки.
В 2009 році закінчив Львівський національний університет ім. Івана Франка за спеціальністю правознавство, отримавши кваліфікацію юриста.
В 2010 році закінчив Київський національний університет внутрішніх справ, здобувши диплом магістра за спеціальністю правознавство, кваліфікація — юрист.
В 2011 році захистив кандидатську дисертацію в Інституті українознавства ім. Крип'якевича Національної академії наук України на тему «Громадсько-політична діяльність Володимира Загайкевича».
В 2013 році захистив кандидатську дисертацію в Національній академії внутрішніх справ МВС України на тему «Кримінологічна характеристика та профілактика вуличної насильницької злочинності».
Автор монографії «Громадсько-політична діяльність Володимира Загайкевича».
В 2025 році закінчив Національний університет оборони України, здобувши кваліфікацію магістра, спеціалізація "Стратегічне керівництво у секторі безпеки і оборони".

## Прикордонна служба
Під час прикордонної служби, яка проходила в Закарпатській області, Андрій Півень отримав досвід роботи від старшого контролера відділення прикордонного контролю, посаду якого займав одразу після закінчення Академії прикордонних військ, до начальника відділу прикордонної служби «Тиса» 1 категорії (тип Б) (з місцем дислокації н.п. Соломонове) 94 прикордонного загону ЗхРУ ДПС України.
Віддавши майже 22 роки Державній прикордонній службі, Андрій Півень в 2013–2015 роках займався викладацькою діяльністю. В Національній академії ДПС України працював спочатку викладачем, а потім начальником курсу заочного навчання факультету керівних кадрів.
Підполковник запасу з 2015 року.
24 лютого 2022 року пішов добровольцем на службу до лав Державної прикордонної служби. Був призначений на посаду заступника начальника штабу Чопського прикордонного загону.
Пізніше відбув в зону бойових дій в складі Херсонського прикордонного загону. Від 7 квітня 2022 року - заступник начальника штабу Херсонського прикордонного загону, виконував бойові завдання на території Херсонської та Миколаївської областей.
З 18 вересня 2022 року - заступник начальника відділу бойової підготовки штабу Південного регіонального управління Державної прикордонної служби України.
7 жовтня 2022 року був направлений у відставку за станом здоров'я у зв'язку із прийняттям безпосередньої участі у бойових діях, забезпеченні здійсненні заходів з національної безпеки і оборони, відсічі та стримуванні збройної агресії.

## Підприємницька діяльність
З 2016 року Андрій Півень очолює сімейне підприємство ТОВ «Стєклолюкс-Ужгород» (ТМ «Нобілекс»). З того часу бізнес, започаткований ще дружиною, Вірою Півень, отримав нові сили та перейшов на новий рівень розвитку. На сьогоднішній день Андрій Півень керує заводом віконних конструкцій під торговою маркою «Нобілекс», а Віра Півень управляє ресторанно-готельним комплексом «Чарда». Окрім того, сім'я має частку в статутному капіталі готелю «Соната», що у Львові.

## Громадська та благодійна діяльність
Ініціатор багатьох благодійних проектів як в самому Ужгороді, так і за його межами.
Благодійність вважає невід'ємним напрямком своє діяльності. До 2019 року соціальні проекти були доволі різноформатними, здійснювалися по запиту від організацій та фізичних осіб. Але обсяги допомоги зростали, тому й народилася ідея систематизувати благодійну діяльність шляхом створення іменного фонду. Благодійний фонд Андрія Півня з 1 червня 2020 року очолює Віра Півень.
Напрямки допомоги доволі різноманітні: від оснащення 24 шкіл та дитячих садочків Ужгороду, а також пологового будинку та багатоповерхівки на вул. Заньковецька 76/74 водоочисними пристроями Іонімакс., передачі Ужгородському пологовому будинку 14 фетальних доплерів та 2 кардіотокографів. до відновлення меморіальної дошки у будинку, де мешкав і працював відомий закарпатський поет, письменник, археолог Федір Потушняк.
Відновлення меморіальної дошки Федору Потушняку в Ужгороді — важлива подія для міста, яка отримала достатньо широкий розголос в місцевих ЗМІ.
Під час епідемії COVID-19 Андрій Півень допомагав лікарям та медичним закладам Ужгорода.
З метою підвищення туристичної привабливості міста, запрошення до Ужгорода як українських туристів, так і гостей з-за кордону, Фонд Андрія Півня створив промо-ролик «Давай вже, їдь до Ужгорода». Пізніше з'явилася англомовна версія ролику «Come on, go to Uzhhorod».
А вже влітку 2021 на набережній Ужгорода з'явився новий цікавий історико-туристичний об'єкт, створений силами Фонду Андрія Півня, — мініскульптурка «Дикий Захід Баффало Біла», присвячена маловідомому факту з історії Ужгорода: відвідинам міста у 1906 році всесвітньо відомим колективом з Америки під керівництвом найуспішнішого шоу-мена того часу Баффало Білла. Мініатюрка є унікальною, адже це перша мініскульптурка, яка розповідає свою історію двома мовами, а також обладнана спеціальною охоронною системою.
Наприкінці липня 2021 року Благодійний Фонд Андрія Півня виступив організаційним партнером благодійного аукціону у межах Всеукраїнської акції «Серце до серця» Серце до серця. Зібрані під час акції кошти були направлені на придбання необхідного обладнання для пологових будинків. Під час аукціону було зібрано понад 260 тис. грн.
В 2021 році започаткував проєкт «Ужгородці, якими ми пишаємось» з метою відзначення ужгородців, які своєю діяльністю роблять значний вклад в розвиток міста . Завдяки мешканцям міста, Фондом Андрія Півня було сформовано 10 номінацій та відібрано по трійці претендентів на перемогу у кожній з них. Впродовж кількох тижнів тривало відкрите голосування  за переможців, результати якого були озвучені на першій церемонії нагородження в жовтні 2021 року  в Ужгороді.
З початком війни роботу Фонду було переформатовано. Благодійна організація виступила отримувачем гуманітарних вантажів з різних країн Європи (Чехія, Німеччина, Словаччина, Бельгія, Голландія, Італія). Гуманітарні надходження Фонд розподіляє між військовими  та цивільними запитами , які надходять з усієї країни .
Серед отримувачів допомоги від Фонду населені пункти Київської області (Макарів, Бородянка, Броварський район, Ірпінь ), Житомирської області, Полтавської області (Оржицька ОТГ), Одеської області, Донецької області (Костянтинівка, Краматорськ, Святогірська лавра), Харківської області, Сумської області (Ромни), Черкаської області тощо.
Крім того, велика частина допомоги розподіляється між ВПО (вимушено переселеними особами) , які проживають на території Закарпатської області в цілому та міста Ужгород зокрема . Допомога видається офіційно, згідно реєстрації та актів в офісі Фонду за адресою: Ужгород, вул. Льва Толстого, 44.
Окрім гуманітарної допомоги, Фонд займається реалізацією дитячих  просвітніх   та терапевтичних проєктів , в тому числі із залученням партнерських організацій ; надає юридичну допомогу переселенцям, а також допомогу в процесі працевлаштування. Окреме важливе місце в діяльності Фонду займають проєкти, спрямовані на об'єднання зусиль громади та ВПО задля розвитку міста та регіону .
Проєктів, реалізованих за роки повномасштабного вторгнення - безліч. Але є ті, які займають особливе місце у спогадах. Майже всі вони пов'язані із підтримкою побратимів, військових та цивільного населення регіонів, які перебувають під постійними ударами країни-агресора. Так, в 2024 році від Фонду Андрія Півня за підтримки постійних партнерів з Нідерландів та за організаційної допомоги Закарпатської ОВА, був переданий спецвантаж до Харкова. Задля відновлення енергетичних потужностей міста були відправлені потужні трансформатори, вуличне освітлення та інше спеціальне обладнання.
Подвійна презентація книги "Народні герої України: історії справжніх" авторки Віолетти Кіртоки пройшла в Ужгороді за підтримки Фонду Андрія Півня. Перша презентація відбулась у освітньому колі - серед студентів та викладачів УжНУ, а друга - для широкого загалу в приміщенні Фонду. 
Допомога прикордонникам - завжди серед пріоритетів в діяльності Фонду Андрія Півня. Так, наприкінці 2024 року в рамках партнерства ужгородської благодійної організації Фонд Андрія Півня та німецької компанії Action medeor labworks, за активної підтримки польських благодійників Dryps Foundation та сприяння Польсько-української господарчої палати медичним закладам Державної прикордонної служби України був переданий гуманітарний вантаж. 12 палет гуманітарної допомоги на суму майже 3,5 млн грн офіційно передано для реабілітації прикордонників.

## Родина
Дружина - Півень Віра Василівна (1976 р.н.).
Донька — Тетяна (1999 р.н.).
Донька — Катерина (2001 р.н.).
Син — Назар (2016 р.н.).

## Нагороди, почесні звання
- Медаль «За мужність в охороні державного кордону України» наказ АДПСУ від 11.12.2008 року № 348.
- Медаль «За сумлінну службу» наказ АДПСУ від 23.05.2005 року № 377.
- Медаль «За бездоганну службу» III ступеню наказ АДПСУ від 03.11.2006 року № 808.
- Медаль «15 років Державної прикордонної служби України» наказ АДПСУ від 22.05.2007 року № 361.
- Медаль «За бездоганну службу» II ступеню наказ АДПСУ від 16.11.2007 року № 909.
- Андріївська медаль «Захисникам кордону батьківської землі» наказ АДПСУ від 10.11.2007 року № 313.
- Державна нагорода — медаль «За військову службу Україні» Указ президента України від 25.05.2009 року.
- Медаль «За особливі заслуги» наказ державного підприємства «СМАП» від 26.05.2009 року № 250.
- Сертифікат «Leader of the branch» Науково-інформаційного центру статистичних досліджень від 2016 року.
- Сертифікат «Employee of the year» Науково-інформаційного центру статистичних досліджень від 2016 року.
- Орден «Decus oeconomicae» рішення оргкомітету Національного бізнес-рейтингу в Україні від 13.12.2016 року № 0504.

14 липня 2015 року присвоєно сьомий ранг державного службовця, розпорядження кадрів ВРУ № 7315.